# Juli Ashton
Juli Ashton (Colorado Springs, 5 ottobre 1968) è un'ex attrice pornografica statunitense.

## Biografia
Si laurea alla Colorado State University in storia e spagnolo, lingua che insegna per un anno in una scuola media. Nel 1994 si trasferisce in Florida e inizia a recitare in film per adulti; la sua prima pellicola è New Wave Hookers 4. Oltre ai film, appare come modella in molte riviste e lavora come ballerina erotica. A partire dagli anni novanta è una presenza frequente su Playboy TV co-conducendo il programma televisivo Night Calls. Recita anche in due film softcore tratti dal programma, intitolati Night Calls: The Movie e Night Calls: The Movie 2, che vengono mandati in onda sulla TV via cavo a pagamento.
Nel 1997 recita il ruolo di Saffi in Orgazmo, un film commedia non pornografico scritto da Trey Parker e Matt Stone, creatori di South Park, e diretta dallo stesso Parker. Nel medesimo anno fonda la Ashton View Promotions, società di produzione di cui è anche CEO. Juli Ashton è la proprietaria e curatrice di Juliland.com, un sito web per adulti che pubblica fotografie e film del regista Richard Avery. Nel 2000 ha condotto l'edizione annuale degli AVN Awards. Fa parte della Hall of Fame degli AVN Award dal 2012.

## Riconoscimenti
- AVN Awards
  - 1997 – Best Supporting Actress (video) per Head Trip[3]
  - 2012 – Hall of Fame - Video Branch
- XRCO Award
  - 1996 – Female Performer of the Year[4]
  - 2011 – Hall of Fame[5]

## Filmografia

### Attrice
- Anal Candy Ass (1994)
- Brassiere To Eternity (1994)
- Cuntrol (1994)
- Dinner Party 1 (1994)
- Film Buff (1994)
- Lesbian Bitches (1994)
- New Wave Hookers 4 (1994)
- Pajama Party X 3 (1994)
- Under The Pink (1994)
- Adult Affairs (1995)
- Anal Deep Rider (1995)
- Attitude (1995)
- Babenet (1995)
- Bare Essentials (1995)
- Butt Detective (1995)
- Devil in Miss Jones 5 (1995)
- Every Woman Has A Fantasy 3 (1995)
- Happy Assed Lesbians (1995)
- Latex (1995)
- Mutual Consent (1995)
- Naked Ambition (1995)
- Passion in Venice (1995)
- Pubic Access (1995)
- Scarlet Woman (1995)
- Wide Open Spaces (1995)
- Anal Anarchy (1996)
- Anal Island 1 (1996)
- Anal Island 2 (1996)
- Butt Motors (1996)
- Car Wash Angels 1 (1996)
- Conquest (1996)
- Cyberanal (1996)
- Deep Inside Juli Ashton (1996)
- Deep Inside Misty Rain (1996)
- Deep Seven (1996)
- Dirty Dyanna (1996)
- Gangland Bangers (1996)
- Head Trip (1996)
- Masque (1996)
- Nightshift Nurses 2 (1996)
- Once In A Lifetime (1996)
- Other Woman (1996)
- Scotty's X-rated Adventure (1996)
- Shayla's Swim Party (1996)
- Shock: Latex 2 (1996)
- Smells Like... Sex (1996)
- Sorority Sex Kittens 3 (1996)
- Triple X 12 (1996)
- Twist Of Fate (1996)
- 69th Street (1997)
- Convention Cuties (1997)
- Corporate Assets 2 (1997)
- Daydreams Nightdreams (1997)
- Deep Inside Asia Carrera (1997)
- Deep Inside Felecia (1997)
- Deep Inside Missy (1997)
- Deep Inside Shayla LaVeaux (1997)
- Dirty Bob's Xcellent Adventures 30 (1997)
- Dirty Bob's Xcellent Adventures 31 (1997)
- Dirty Bob's Xcellent Adventures 37 (1997)
- Diva 1: Caught in the Act (1997)
- Essentially Juli (1997)
- Fountain of Innocence (1997)
- Maxed Out 6 (1997)
- New Wave Hookers 5 (1997)
- Orgazmo (1997)
- Pleasure Bound (1997)
- Adventures In Paradise 5 (1998)
- Fade to Blue (1998)
- Love's Passion (1998)
- Lust In Space (1998)
- Pleasure Pit (1998)
- Screen Play (1998)
- Still Insatiable (1998)
- Vortex (1998)
- Wrong Snatch (1998)
- XRCO Awards 1998 (1998)
- Black Boots (1999)
- Bliss (1999)
- Dark Garden (1999)
- Darling (1999)
- Deep Inside Kylie Ireland (1999)
- Deep Inside Nina Hartley 2 (1999)
- Devil in Miss Jones 6 (1999)
- Diva Girls (1999)
- Essentially Dee (and Juli Too) (1999)
- Essentially Shayla (and Juli Too) (1999)
- Max World 19: Cities On Flame (1999)
- Queen Of Smut (1999)
- Torn (1999)
- Basically Julia Ann And Becca Too (2000)
- Being With Juli Ashton (2000)
- Best Friends (2000)
- Buried Treasure (2000)
- Consenting Adults (2000)
- My First Porno (2000)
- Older Women Hotter Sex (2000)
- Toys For Great Sex (2000)
- Basically Becca (2001)
- Fluffy Cumsalot, Porn Star (2002)
- Danni's Wet Adventures (2003)
- Double Dippin (2003)
- Virgin Porn Stars 3 (2003)
- Pussy Lickin Good (2004)
- Bald Beaver Blast (2005)
- Lettin' Her Fingers Do The Walking (2005)
- Secret Lives of Porn Stars (2005)
- Women Loving Women: A Guide to Sapphic Lovemaking Techniques (2005)
- Blonde Legends (2007)
- Super Stud Spectacular: Tom Byron (2012)

### Regista
- Essentially Juli (1997)
- Essentially Shayla (and Juli Too) (1999)
- Buried Treasure (2000)
- Basically Becca (2001)